# Galianora bryicola
Galianora bryicola là một loài nhện trong họ Salticidae.
Loài này thuộc chi Galianora. Galianora bryicola được Maddison miêu tả năm 2006.